# あつみ温泉インターチェンジ

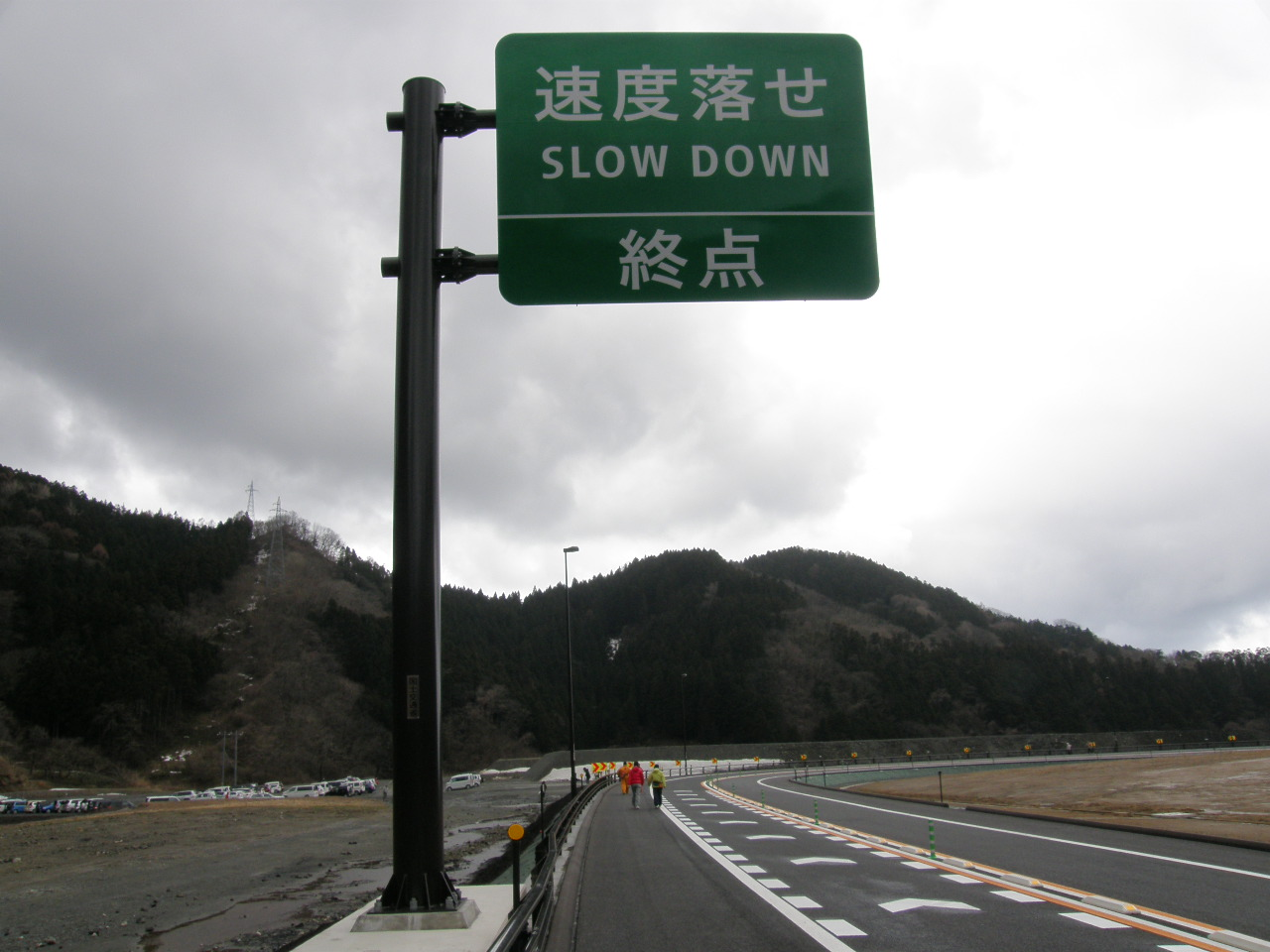
秋田側から撮影

あつみ温泉インターチェンジ（あつみおんせんインターチェンジ）は、山形県鶴岡市にある日本海東北自動車道のインターチェンジである。
建設中時の仮称は温海インターチェンジ（あつみインターチェンジ）であった。

## 概要
新直轄区間のため、料金所は設置されていない。
朝日まほろばICとの間は、2013年に朝日温海道路として事業化されているが、開通の目処は立っていない。
山形県道348号温海川木野俣大岩川線に接続し、あつみ温泉トンネルを介して国道7号・あつみ温泉（温海地区）方面に接続する。国道7号へは県道348号の旧道を使って大岩川の集落を抜けた方が近いが、こちらは狭隘な生活道路であるため、標識により温海地区へ抜けるよう案内されている。国道7号から大岩川地区への入口付近には「生活道路につき一般車両の通り抜けご遠慮ください」という看板が立てられている。
当IC - いらがわIC間には長大トンネルであるあつみトンネルがあり、危険物積載車輌の通行が禁止されている。酒田方面へ向かう当該車両は鶴岡西ICまで迂回する必要がある。

## 道路

### 本線
- E7 日本海東北自動車道（13番）

### 接続する道路
- 直接接続
  - 山形県道348号温海川木野俣大岩川線
- 間接接続
  - 国道7号

## 歴史
- 2012年（平成24年）
  - 2月22日 : IC名称が「温海IC（仮称）」から「あつみ温泉IC」に正式決定[1]。
  - 3月24日 : あつみ温泉IC - 鶴岡JCT間開通に伴い供用開始[1]。
- 未定 : 朝日まほろばIC - あつみ温泉IC間開通予定[2]。

## 周辺
- あつみ温泉
- あつみ温泉駅（JR羽越本線）
- 小岩川駅（JR羽越本線）
- 鶴岡市立温海中学校

## 隣
E7 日本海東北自動車道
鼠ヶ関IC（事業中） - (13) あつみ温泉IC - (14) いらがわIC - (15) 三瀬IC - (16) 鶴岡西IC